# NHL Awards 2001
Die NHL Awards 2001 sind Eishockey-Ehrungen und wurden im Juni 2001 in Toronto vergeben.
Der große Gewinner der NHL Awards war Colorados Joe Sakic. Wenige Tage zuvor hatte er bereits mit seinem Team den Stanley Cup gewonnen, nun erhielt er die Trophäen als bester Spieler und als MVP der Saison. Hinzu kamen noch Preise für sein faires Spiel und die beste Plus/Minus-Statistik. Nicklas Lidström wurde zum ersten Mal als bester Verteidiger ausgezeichnet und Jaromír Jágr zum vierten Mal in Folge als bester Scorer. Goalie Dominik Hašek bekam die Trophäe für die wenigsten Gegentreffer und wurde zum sechsten Mal als bester Torhüter der Liga geehrt.

## Preisträger
Hart Memorial Trophy
Wird verliehen an den wertvollsten Spieler (MVP) der Saison durch die Professional Hockey Writers' Association
- Joe Sakic (C) - Colorado Avalanche

- Außerdem nominiert
- Jaromír Jágr (RF) - Pittsburgh Penguins
- Mario Lemieux (C) - Pittsburgh Penguins

Lester B. Pearson Award
Wird verliehen an den herausragenden Spieler der Saison durch die Spielergewerkschaft NHLPA
- Joe Sakic (C) - Colorado Avalanche

- Außerdem nominiert
- Jaromír Jágr (RF) - Pittsburgh Penguins
- Mario Lemieux (C) - Pittsburgh Penguins

Vezina Trophy
Wird an den herausragenden Torhüter der Saison durch die Generalmanager der Teams verliehen
- Dominik Hašek - Buffalo Sabres

- Außerdem nominiert
- Martin Brodeur - New Jersey Devils
- Roman Čechmánek - Philadelphia Flyers

James Norris Memorial Trophy
Wird durch die Professional Hockey Writers' Association an den Verteidiger verliehen, der in der Saison auf dieser Position die größten Allround-Fähigkeiten zeigte
- Nicklas Lidström - Detroit Red Wings

- Außerdem nominiert
- Ray Bourque - Colorado Avalanche
- Scott Stevens - New Jersey Devils

Frank J. Selke Trophy
Wird an den Angreifer mit den besten Defensivqualitäten durch die Professional Hockey Writers' Association verliehen
- John Madden - New Jersey Devils

- Außerdem nominiert
- Mike Modano - Dallas Stars
- Joe Sakic - Colorado Avalanche

Calder Memorial Trophy
Wird durch die Professional Hockey Writers' Association an den Spieler verliehen, der in seinem ersten Jahr als der Fähigste gilt
- Jewgeni Nabokow (G) - San Jose Sharks

- Außerdem nominiert
- Martin Havlát (RF) - Ottawa Senators
- Brad Richards (C) - Tampa Bay Lightning

Lady Byng Memorial Trophy
Wird durch die  Professional Hockey Writers' Association an den Spieler verliehen, der durch einen hohen sportlichen Standard und faires Verhalten herausragte
- Joe Sakic (C) - Colorado Avalanche

- Außerdem nominiert
- Nicklas Lidström (V) - Detroit Red Wings
- Adam Oates (C) - Washington Capitals

Jack Adams Award
Wird durch die NHL Broadcasters' Association an den Trainer verliehen, der am meisten zum Erfolg seines Teams beitrug
- Bill Barber - Philadelphia Flyers

- Außerdem nominiert
- Scotty Bowman - Detroit Red Wings
- Jacques Martin - Ottawa Senators

King Clancy Memorial Trophy
Wird an den Spieler vergeben, der durch Führungsqualitäten, sowohl auf als auch abseits des Eises und durch soziales Engagement herausragte
- Shjon Podein - Colorado Avalanche

Bill Masterton Memorial Trophy
Wird durch die Professional Hockey Writers' Association an den Spieler verliehen, der Ausdauer, Hingabe und Fairness in und um das Eishockey zeigte
- Adam Graves - New York Rangers

Conn Smythe Trophy
Wird an den wertvollsten Spieler (MVP) der Play Offs verliehen
- Patrick Roy (G) - Colorado Avalanche

Art Ross Trophy
Wird an den besten Scorer der Saison verliehen
- Jaromír Jágr - Pittsburgh Penguins 121 Punkte (52 Tore, 69 Vorlagen)

Maurice Richard Trophy
Wird an den besten Torschützen der Liga vergeben
- Pawel Bure - Florida Panthers 59 Tore

William M. Jennings Trophy
Wird an den/die Torhüter mit mindestens 25 Einsätzen verliehen, dessen/deren Team die wenigsten Gegentore in der Saison kassiert hat
- Dominik Hašek - Buffalo Sabres 137 Gegentore in 67 Spielen (Gegentordurchschnitt: 2.11)

Roger Crozier Saving Grace Award
Wird an den Torhüter mit mindestens 25 Einsätzen verliehen, der die beste Fangquote während der Saison hat
- Marty Turco - Dallas Stars Fangquote: 92,5 %

NHL Plus/Minus Award
Wird an den Spieler verliehen, der während der Saison die beste Plus/Minus-Statistik hat
- Joe Sakic - Colorado Avalanche +45
- Patrik Eliáš - New Jersey Devils +45